# Aderus biannulatus
Aderus biannulatus é uma espécie de inseto besouro da família Aderidae. Foi descrita cientificamente por Maurice Pic em 1953.

## Distribuição geográfica
Habita em Madagascar.